# Nova Zelândia nos Jogos Olímpicos de Inverno de 2018
A Nova Zelândia participou dos Jogos Olímpicos de Inverno de 2018, realizados na cidade de Pyeongchang, na Coreia do Sul.
O país estreou nos Jogos de Inverno em 1952 e participa regularmente desde 1968, totalizando a sua décima sexta aparição. Com 20 atletas classificados, essa foi a maior delegação neozelandesa numa edição de Olimpíadas de Inverno.

## Medalhas
| Atleta              | Esporte            | Evento             | Medalha |
| ------------------- | ------------------ | ------------------ | ------- |
| Nico Porteous       | Esqui estilo livre | Halfpipe masculino | Bronze  |
| Zoi Sadowski-Synnot | Snowboard          | Big air feminino   | Bronze  |

## Desempenho

### Esqui alpino
Feminino
| Atleta         | Evento         | Descida 1 | Descida 2 | Total   | Pos. |
| -------------- | -------------- | --------- | --------- | ------- | ---- |
| Alice Robinson | Slalom         | DNF       | DNF       | DNF     | DNF  |
| Alice Robinson | Slalom gigante | 1:16.66   | 1:14.53   | 2:31.19 | 35º  |

Masculino
| Atleta        | Evento         | Descida 1 | Descida 2 | Total   | Pos. |
| ------------- | -------------- | --------- | --------- | ------- | ---- |
| Adam Barwood  | Slalom         | DNF       | DNF       | DNF     | DNF  |
| Adam Barwood  | Slalom gigante | 1:13.41   | 1:13.81   | 2:27.22 | 34º  |
| Adam Barwood  | Super-G        |           |           | 1:31.10 | 43º  |
| Willis Feasey | Slalom         | DNF       | DNF       | DNF     | DNF  |
| Willis Feasey | Slalom gigante | 1:14.48   | 1:13.80   | 2:28.28 | 36º  |
| Willis Feasey | Super-G        |           |           | 1:28.59 | 37º  |

### Esqui estilo livre
Halfpipe
| Atleta           | Evento    | Qualificatória | Qualificatória | Qualificatória | Final       | Final       | Final       | Final             |
| Atleta           | Evento    | Descida 1      | Descida 2      | Pos.           | Descida 1   | Descida 2   | Descida 3   | Pos.              |
| ---------------- | --------- | -------------- | -------------- | -------------- | ----------- | ----------- | ----------- | ----------------- |
| Britt Hawes      | Feminino  | 52.20          | 57.40          | 21º            | Não avançou | Não avançou | Não avançou | Não avançou       |
| Janina Kuzma     | Feminino  | 67.80          | 48.60          | 16º            | Não avançou | Não avançou | Não avançou | Não avançou       |
| Miguel Porteous  | Masculino | 40.40          | 62.60          | 17º            | Não avançou | Não avançou | Não avançou | Não avançou       |
| Nico Porteous    | Masculino | 51.20          | 72.80          | 11º            | 82.40       | 94.80       | 30.00       | Medalha de bronze |
| Beau-James Wells | Masculino | 86.20          | 88.20          | 5º             | 87.40       | 52.20       | 91.60       | 4º                |
| Byron Wells      | Masculino | 88.60          | 42.00          | 4º             | DNS         | DNS         | DNS         | DNS               |

Ski cross
| Atleta        | Evento    | Preliminar | Preliminar | Oitavas | Quartas     | Semifinal   | Final       | Final       |
| Atleta        | Evento    | Tempo      | Pos.       | Posição | Posição     | Posição     | Posição     | Pos.        |
| ------------- | --------- | ---------- | ---------- | ------- | ----------- | ----------- | ----------- | ----------- |
| Jamie Prebble | Masculino | 1:10.48    | 25º        | 3º      | Não avançou | Não avançou | Não avançou | Não avançou |

Slopestyle
| Atleta        | Evento    | Qualificatória | Qualificatória | Qualificatória | Final       | Final       | Final       | Final       |
| Atleta        | Evento    | Descida 1      | Descida 2      | Pos.           | Descida 1   | Descida 2   | Descida 3   | Pos.        |
| ------------- | --------- | -------------- | -------------- | -------------- | ----------- | ----------- | ----------- | ----------- |
| Finn Bilous   | Masculino | 24.80          | 85.00          | 13º            | Não avançou | Não avançou | Não avançou | Não avançou |
| Jackson Wells | Masculino | 52.80          | 42.00          | 25º            | Não avançou | Não avançou | Não avançou | Não avançou |

### Patinação de velocidade
Individual
| Atleta        | Evento           | Final   | Final |
| Atleta        | Evento           | Tempo   | Pos.  |
| ------------- | ---------------- | ------- | ----- |
| Reyon Kay     | 1500 m masculino | 1:47.81 | 26º   |
| Peter Michael | 1500 m masculino | 1:46.39 | 14º   |
| Peter Michael | 5000 m masculino | 6:14.07 | 4º    |

Largada coletiva
| Atleta        | Evento    | Semifinal | Semifinal | Semifinal | Final       | Final       | Final       |
| Atleta        | Evento    | Pontos    | Tempo     | Pos.      | Pontos      | Tempo       | Pos.        |
| ------------- | --------- | --------- | --------- | --------- | ----------- | ----------- | ----------- |
| Reyon Kay     | Masculino | 0         | 9:17.99   | 12º       | Não avançou | Não avançou | Não avançou |
| Peter Michael | Masculino | 60        | 7:55.10   | 1º        | 0           | 7:49.33     | 15º         |

Perseguição por equipes
| Equipe                               | Evento    | Quartas               | Semifinal                      | Final                       | Final |
| Equipe                               | Evento    | Adversário Tempo      | Adversário Tempo               | Adversário Tempo            | Pos.  |
| ------------------------------------ | --------- | --------------------- | ------------------------------ | --------------------------- | ----- |
| Shane Dobbin Reyon Kay Peter Michael | Masculino | NOR Noruega D 3:41.18 | KOR Coreia do Sul D 3:39.53 QB | NED Países Baixos D 3:43.54 | 4º    |

### Skeleton
| Atleta         | Evento    | Final     | Final     | Final     | Final     | Final   | Final |
| Atleta         | Evento    | Descida 1 | Descida 2 | Descida 3 | Descida 4 | Total   | Pos.  |
| -------------- | --------- | --------- | --------- | --------- | --------- | ------- | ----- |
| Rhys Thornbury | Masculino | 50.90     | 51.03     | 50.65     | 52.14     | 3:24.72 | 14º   |

### Snowboard
Livre
| Atleta               | Evento               | Qualificatória | Qualificatória | Qualificatória | Final       | Final       | Final       | Final             |
| Atleta               | Evento               | Descida 1      | Descida 2      | Pos.           | Descida 1   | Descida 2   | Descida 3   | Pos.              |
| -------------------- | -------------------- | -------------- | -------------- | -------------- | ----------- | ----------- | ----------- | ----------------- |
| Zoi Sadowski-Synnott | Big air feminino     | 72.75          | 92.00          | 5º             | 65.50       | 92.00       | JNS         | Medalha de bronze |
| Zoi Sadowski-Synnott | Slopestyle feminino  | Cancelado      | Cancelado      | Cancelado      | 26.70       | 48.38       | CAN         | 13º               |
| Carlos Garcia Knight | Big air masculino    | 88.75          | 97.50          | 1º             | JNS         | JNS         | 54.25       | 11º               |
| Carlos Garcia Knight | Slopestyle masculino | 80.10          | 40.20          | 2º             | 78.60       | 52.98       | 24.35       | 5º                |
| Rakai Tait           | Halfpipe masculino   | 36.50          | 25.75          | 26º            | Não avançou | Não avançou | Não avançou | Não avançou       |

Snowboard cross
| Atleta          | Evento    | Preliminar | Preliminar | Oitavas | Quartas     | Semifinal   | Final       | Final       |
| Atleta          | Evento    | Tempo      | Pos.       | Posição | Posição     | Posição     | Posição     | Pos.        |
| --------------- | --------- | ---------- | ---------- | ------- | ----------- | ----------- | ----------- | ----------- |
| Duncan Campbell | Masculino | 1:16.68    | 37º        | 5º      | Não avançou | Não avançou | Não avançou | Não avançou |

Legenda
| Recorde mundial      | Recorde mundial (World record)               |                       | Recorde africano                      | Recorde africano (African) |                                           | Q | Classificado por posição (Qualified) |
| Recorde olímpico     | Recorde olímpico (Olympic record)            | Recorde da América    | Recorde da América (Americas)         | q                          | Classificado por melhor tempo (Qualified) |   |                                      |
| Melhor marca do ano  | Melhor marca do ano (World leading)          | Recorde asiático      | Recorde asiático (Asian)              | DNS                        | Não largou (Did not start)                |   |                                      |
| Recorde nacional     | Recorde nacional (National record)           | Recorde europeu       | Recorde europeu (European)            | DNF                        | Não terminou (Did not finish)             |   |                                      |
| Recorde pessoal      | Recorde pessoal do atleta (Personal best)    | Recorde da Oceania    | Recorde da Oceania (Oceania)          | DSQ / DQ                   | Desclassificado (Disqualified)            |   |                                      |
| Recorde da temporada | Recorde da temporada do atleta (Season best) | Recorde sul-americano | Recorde sul-americano (South America) | NM                         | Sem marca (No mark)                       |   |                                      |

### Patinação de velocidade
| Recorde de pista | Recorde da pista (Track record)               |  |  |
| QA               | Classificado para a final A                   |  |  |
| QB               | Classificado para a final B                   |  |  |
| ADV              | Classificado após decisão arbitral (Advanced) |  |  |
| PEN              | Pênalti                                       |  |  |
| YC               | Cartão amarelo (Yellow Card)                  |  |  |